# Dieter Pohl (Historiker)

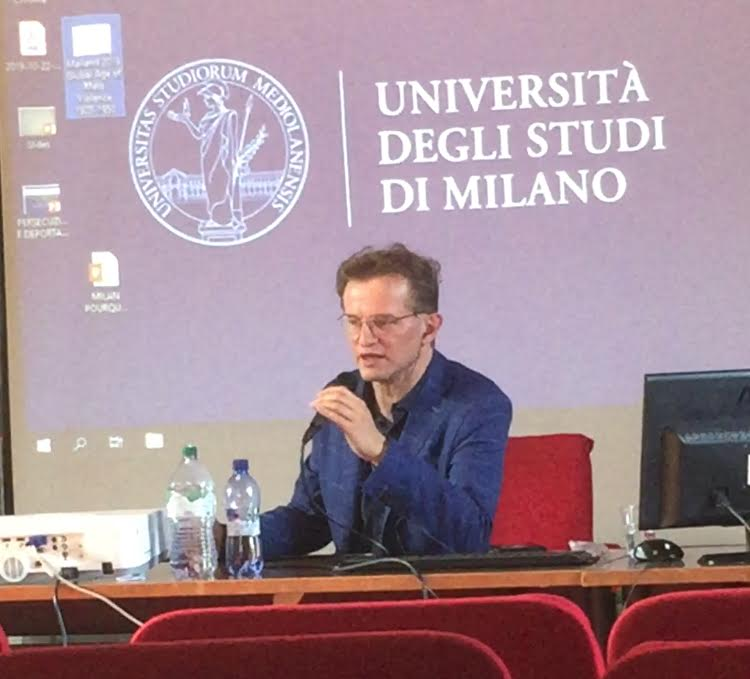
Dieter Pohl (2019)

Dieter Pohl (* 22. Mai 1964 in Augsburg) ist ein deutscher Historiker. Pohl zählt zu den führenden Experten auf dem Gebiet der nationalsozialistischen Judenpolitik.

## Leben und Wirken
Pohl studierte von 1984 bis 1990 Geschichte und Politikwissenschaft an der Ludwig-Maximilians-Universität München. Nach dem Studienabschluss als Magister Artium 1990 wurde er 1994 bei Hans Günter Hockerts mit einer Arbeit über Nationalsozialistische Judenverfolgung in Ostgalizien 1941–1944 zum Dr. phil. promoviert. Von 1995 bis August 2010 war er Wissenschaftlicher Mitarbeiter am Münchner Institut für Zeitgeschichte (IfZ), zuletzt als Abteilungsleiter. Im Rahmen des Forschungsprojekts Wehrmacht in der nationalsozialistischen Diktatur am dortigen Institut entstand seine durch Horst Möller begleitete Habilitationsschrift Die Herrschaft der Wehrmacht. Militärverwaltung und Bevölkerung in den besetzten Gebieten der Sowjetunion 1941–1944. Neben seiner Tätigkeit am IfZ war er Privatdozent am Historischen Seminar der Universität München.
Seit September 2010 lehrt Pohl als Professor für Zeitgeschichte mit besonderer Berücksichtigung Ost- und Südosteuropas an der Universität Klagenfurt. Seine Forschungsschwerpunkte sind unter anderem die Geschichte der Sowjetunion, die nationalsozialistische Besatzungsherrschaft und Gewaltverbrechen, der Zweite Weltkrieg in Europa und Asien, die Kriegsfolgenforschung, die Geschichte kommunistischer Systeme nach 1945, Massengewalt im 20. Jahrhundert sowie die Zeitgeschichte Polens und der Ukraine. Seine grundlegende Dissertation über die nationalsozialistische Judenverfolgung in Ostgalizien von 1941 bis 1944 machte ihn in der Fachwelt zu einem führenden Kenner auf dem Gebiet der nationalsozialistischen Judenpolitik. Pohl legte über den Holocaust eine Darstellung vor, in der „einem breiteren Publikum eine komprimierte Zusammenfassung des Geschehens“ geben möchte. 2022 veröffentlichte er im Handbuch der deutschen Geschichte (10. Auflage) einen Band mit dem Titel Nationalsozialistische Verbrechen 1939–1945.
Pohl ist Mitglied des Büros des Internationalen Komitees für die Geschichte des Zweiten Weltkrieges und Mitherausgeber der Periodika Holokost i Sucasnist (Kiew). Zwischen 2010 und 2016 war er Mitglied, zeitweise auch Sprecher, des Internationalen Wissenschaftlichen Beirats des Wiener Wiesenthal Instituts für Holocaust-Studien (VWI).

## Schriften (Auswahl)

### Bücher
- Nationalsozialistische Verbrechen 1939–1945 (= Handbuch der deutschen Geschichte, Bd. 20), Klett-Cotta, Stuttgart 2022, ISBN 978-3-608-60020-9[6]
- als Herausgeber mit Tanja Sebta: Zwangsarbeit in Hitlers Europa. Besatzung, Arbeit, Folgen. Metropol, Berlin 2013, ISBN 978-3-86331-129-2[7]
- mit Christian Hartmann, Johannes Hürter, Peter Lieb: Der deutsche Krieg im Osten 1941–1944. Facetten einer Grenzüberschreitung (= Quellen und Darstellungen zur Zeitgeschichte. Bd. 76). Oldenbourg, München 2009, ISBN 978-3-486-59138-5, doi:10.1524/9783486707359[8]
- Die Herrschaft der Wehrmacht. Deutsche Militärbesatzung und einheimische Bevölkerung in der Sowjetunion 1941–1944 (= Quellen und Darstellungen zur Zeitgeschichte. Bd. 71). Oldenbourg, München 2008, ISBN 978-3-486-58065-5 (Zugleich: München, Universität, Habilitations-Schrift, 2007; Taschenbuchausgabe (= Fischer. Bd. 18858. Die Zeit des Nationalsozialismus). Fischer-Taschenbuch-Verlag, Frankfurt am Main 2011, ISBN 978-3-596-18858-1).[9]
- mit Frank Bajohr: Der Holocaust als offenes Geheimnis. Die Deutschen, die NS-Führung und die Alliierten. Beck, München 2006, ISBN 3-406-54978-0 (Taschenbuchausgabe als: Massenmord und schlechtes Gewissen. Die deutsche Bevölkerung, die NS-Führung und der Holocaust (= Fischer. Bd. 17706. Die Zeit des Nationalsozialismus). Fischer-Taschenbuch-Verlag, Frankfurt am Main 2008, ISBN 978-3-596-17706-6).
- Verfolgung und Massenmord in der NS-Zeit 1933–1945. Wissenschaftliche Buchgesellschaft, Darmstadt 2003, ISBN 978-3-534-15158-5 (3., bibliographisch aktualisierte Auflage. ebenda 2011, ISBN 978-3-534-24026-5) (adacemia.edu)
- Justiz in Brandenburg 1945–1955. Gleichschaltung und Anpassung (= Quellen und Darstellungen zur Zeitgeschichte. Bd. 50). Oldenbourg, München 2001, ISBN 3-486-56532-X.
- Holocaust. Die Ursachen, das Geschehen, die Folgen (= Herder-Spektrum. 4835). Herder, Freiburg (Breisgau) u. a. 2000, ISBN 3-451-04835-3 (In niederländischer Sprache: Holocaust. Massale moord op de Europese joden. Verbum, Laren NH 2005, ISBN 90-808858-1-9).
- Nationalsozialistische Judenverfolgung in Ostgalizien 1941–1944. Organisation und Durchführung eines staatlichen Massenverbrechens (= Studien zur Zeitgeschichte. Bd. 50). Oldenbourg, München u. a. 1996, ISBN 3-486-56233-9 (Zugleich: München, Universität, Dissertation, 1994) (online)
- Von der „Judenpolitik“ zum Judenmord. Der Distrikt Lublin des Generalgouvernements 1939–1944 (= Münchner Studien zur neueren und neuesten Geschichte. Bd. 3). Lang, Frankfurt am Main u. a. 1993, ISBN 3-631-45716-2.

### Aufsätze und Buchbeiträge
- Schauplatz Ukraine. Der Massenmord an den Juden im Militärverwaltungsgebiet und im Reichkommissariat 1941-1943. In: Christian Hartmann, Johannes Hürter, Peter Lieb und Dieter Pohl (Hrsg.): Der deutsche Krieg im Osten 1941-1944. Facetten einer Grenzüberschreitung. Oldenbourgh, München 2009, ISBN 978-3-486-59138-5, S. 155–196, doi:10.1524/9783486707359.155 (degruyterbrill.com [PDF]).
- Ukrainische Hilfskräfte beim Mord an den Juden, in:(Hrsg.):  Göttingen 2002, S. 205-234. In: Gerhard Paul (Hrsg.): Die Täter der Shoa. Fanatische Nationalsozialisten oder ganz normale Deutsche? Wallstein, Göttingen 2002, ISBN 978-3-89244-503-6, S. 205–234.
- Hans Krueger and the Murder of the Jews in the Stanislawow Region (Galicia). In: . Bd. 26, 1998. In: Yad Vashem Studies. Band 26, 1996 (englisch, yadvashem.org [PDF]).

## Film
- Blutiger Boden, deutscher Raum. Die Siedlungspläne der SS, Dokumentarfilm, 52 min, ORF/3sat/Hengster Filmproduktion 2024, Buch und Regie: Andreas Kurz.